# بلوكو (غرمسار كرمان)
بلوکو (بالفارسية: بلوکو) هي قرية تقع في إيران في قسم مردهك الریفي.